# Tzuluwitz
Tzuluwitz es una localidad del estado mexicano de Chiapas. Es parte del municipio de San Juan Cancuc.

## Demografía
| Gráfica de evolución demográfica |
|                                  |

| Censo | Población |
| ----- | --------- |
| 1990  | 771       |
| 2000  | 682       |
| 2010  | 857       |
| 2020  | 1 170     |